# Andreas Fornander
Andreas (Anders) Fornander, född 12 december 1820 i Kalmar, Kalmar län, död 4 november 1903 i Adolf Fredriks församling, Stockholm, var en svensk konstnär. Han skulpterade företrädesvis djur i terrakotta och var även landskapsmålare.
Han var gift första gången 1860–1876 med Sigrid Charlotta Retzelius och andra gången från 1892 med Anna Christina Andersson.
Fornander studerade vid Konstakademien i Stockholm 1845–1850 och medverkade ett flertal gånger i akademiens utställningar. Han blev agré vid akademien 1854. Hans enda större offentliga arbete är en lejonskulptur som restes 1866 på exercisplatsen i Hattula till minne av ett ryskt kejsarbesök. Hans övriga skulpturer  består huvudsakligen av små djurskulpturer i lera och framställningar med djur i strid med människor. Han anordnade en större utställning i Stockholm 1866 där han visade sina landskapsmålningar och djurskulpturer. Vid sidan av sitt konstnärskap var han en bemärkt amatörkemist och mineralog, han utgav 1865 en skrift Om nya malmupptäckter och tankar om Sveriges skattkammare.
Bland hans verk märks särskilt gipsmodellen Rådjur på Nationalmuseum. Han är även representerad vid bland annat Kalmar konstmuseum. Fornander är begravd på Norra begravningsplatsen utanför Stockholm.